# Pisaj
Pisaj (Evil) es una película de terror tailandés del 2004, dirigida por Mae-deaw Chukiatsakwirakul.

## Trama
Cuando sus padres mueren en un tiroteo desde un auto, una joven llamada Oui no tiene ningún lugar adonde ir. Ella llega a una imprenta que está a cargo de su tía Bua y se le da la tarea de cuidar al nieto de su tía, un joven llamado Arm, un niño que ve fantasmas.
Oui sufre de alucinaciones, provocadas por el trauma de ver morir a sus padres, y está tomando medicamentos. Y la tía Bua está involucrada en algún tipo de misticismo, y mantiene un santuario extraño en la casa.
Con la guerra contra las drogas por el primer ministro Thaksin Shinawatra, como subtexto, muchos hilos en esta extraña historia de fantasmas están de alguna manera unidos.

## Reparto
- Ammara Assawanon es Aunt Bua.
- Alexander Rendell es Arm.
- Pumwaree Yodkamol es Oui.
- Theeranai Suwanhom es Mai.